# Sven Hinterseh
Sven Hinterseh (* 21. Januar 1972 in Freiburg im Breisgau) ist ein deutscher Verwaltungsjurist und Landrat im baden-württembergischen Schwarzwald-Baar-Kreis (Regierungsbezirk Freiburg). Er ist Mitglied der CDU.

## Leben
Sven Hinterseh ist aufgewachsen in Oberrotweil, einem Ortsteil der Stadt Vogtsburg im Kaiserstuhl (Landkreis Breisgau-Hochschwarzwald). Nach einer Berufsausbildung zum Industriekaufmann machte er das Abitur in Baden-Baden und leistete Zivildienst in einem Freiburger Altenheim. Anschließend studierte er Rechtswissenschaften an der Universität Konstanz und bestand die Erste Juristische Staatsprüfung. Es folgte ein Postgraduiertenstudium der Verwaltungswissenschaften an der Verwaltungshochschule Speyer, das er 2001 mit dem Magister abschloss. Seine Magisterarbeit behandelt das Thema Ausschüsse gem. § 73 Abs. 2 VwGO: Funktion, Bedeutung und Perspektiven im Widerspruchsverfahren, auch unter Berücksichtigung der verwaltungswissenschaftlichen Gesichtspunkte.
Es folgten Stationen als Referendar am Landgericht Konstanz, von 2001 bis 2003 als Landesbeamter in der Funktion eines Rechtsdezernenten im Landratsamt Schwarzwald-Baar-Kreis, dann in Berlin an der Vertretung des Landes Baden-Württemberg beim Bund sowie als persönlicher Referent des damaligen CDU/CSU-Fraktionschefs im Bundestag, Volker Kauder. Bis zur Abwahl der CDU/FDP-geführten baden-württembergischen Landesregierung im März 2011 war Hinterseh in Stuttgart Leiter der Grundsatzabteilung des Staatsministeriums unter Ministerpräsident Stefan Mappus. Unter dem neuen grünen Minister Alexander Bonde war Hinterseh ab Mai 2011 im Ministerium für Ländlichen Raum und Verbraucherschutz Baden-Württemberg als Ministerialdirigent Leiter der Abteilung Naturschutz und Tourismus.
Im Januar 2012 meldete Hinterseh seine Kandidatur für das Amt des Landrates des Schwarzwald-Baar-Kreises an. Der parteilose Amtsinhaber Karl Heim hatte auf eine Kandidatur für eine dritte Amtsperiode verzichtet. Einziger Gegenkandidat Hintersehs war der Bad Dürrheimer Bürgermeister und Fraktionsvorsitzende der Freien Wähler im Kreistag, Walter Klumpp, der als Favorit galt. Am 26. März 2012 wählte der Kreistag jedoch im zweiten Wahlgang mit 33 zu 30 Stimmen Hinterseh zum neuen Landrat. Er trat sein Amt am 1. Juni 2012 an. Am 16. März 2020 wurde er vom Kreistag für eine zweite Amtszeit wiedergewählt. Er erhielt 100 Prozent der Stimmen (52 Stimmen von 52 Anwesenden).